# Winthemia texana
Winthemia texana là một loài ruồi trong họ Tachinidae.